# 2785 Sedov
2785 Sedov este un asteroid din centura principală, descoperit pe 31 august 1978 de Nikolai Cernîh.